# Rußzahl
Die Rußzahl dient zur Kennzeichnung der Rußemissionen von Ölfeuerungen. Sie ist eine Kennzahl für die Schwärzung, die im Abgas enthaltene staubförmige Emissionen bei der Rußzahlbestimmung nach DIN 51 402 Teil 1 (Ausgabe Oktober 1986) hervorrufen. Sie stellt somit ein Maß für die Rußkonzentration im Abgas dar und wird durch Absaugen eines definierten Teilgasvolumen durch weißes Filterpapier ermittelt. Unter Berücksichtigung des optischen Reflexionsvermögens des unbelegten Filterpapiers ({\displaystyle R_{g}}  = 0,85 nach DIN) dient der optische Remissionsgrad R des belegten Filters als Messwert für die Rußzahl {\displaystyle R_{z}}:
{\displaystyle R_{z}=10{(R_{g}-R) \over R_{g}}}
Danach ergibt sich für eine Rußzahl von {\displaystyle R_{z}} = 1 eine Rußkonzentration von 60 µg/m3 bis 100 µg/m3.
Eine Erhöhung der Rußzahl um 1 entspricht einer Abnahme des Reflexionsvermögens um 10 Prozent.
Nach der Technischen Anleitung zur Reinhaltung der Luft dürfen genehmigungsbedürftige leichtölgefeuerte Anlagen in Deutschland eine Rußzahl von 1 nicht überschreiten. Die Rußzahl von nicht genehmigungsbedürftigen Ölfeuerungsanlagen ist hier nach dem in der Verordnung über kleine und mittlere Feuerungsanlagen geregelten Messverfahren regelmäßig vom Schornsteinfeger visuell zu bestimmen; sie verweist auf die DIN 51402, welche die Bacharach-Methode beschreibt. Anlagen mit Verdampfungsbrenner dürfen demnach nicht die Rußzahl 2 überschreiten und für solche mit Zerstäubungsbrenner ist die Rußzahl 1 der Grenzwert.